# Anthony da Silva
Anthony da Silva (ur. 20 grudnia 1980 w Le Creusot) – francuski piłkarz, bardziej znany pod pseudonimem Tony, powstałym od jego imienia. Posiada również obywatelstwo portugalskie. Występuje na pozycji obrońcy.

## Początki kariery
Tony karierę piłkarską rozpoczynał w 2001 roku w GD Chaves, miejscowym klubie jego rodzinnej miejscowości Chaves w Portugalii. Przez cały okres gry w GD Francuz wystąpił 69 razy, zdobywając jedną bramkę w barwach klubu. W roku 2005 zawodnik przeniósł się do pierwszoligowego portugalskiego klubu Estrela Amadora. Piłkarz grał z numerem osiemnastym w barwach Amadory przez sezon 2005/2006 i pierwszą część sezonu 2006/2007. Ostatecznie występy w portugalskiej drużynie zakończył rozgrywając 45 meczów, nie strzelając ani jednej bramki.

## CFR Cluj
Zainteresowana pozyskaniem gracza była rumuńska Steaua Bukareszt, ostatecznie jednak piłkarz i klub nie doszli do porozumienia. W trakcie sezonu 2006/2007, w zimowym okienku transferowym, Tony podpisał kontrakt z występującym w pierwszej lidze rumuńskiej klubie CFR Cluj, opuszczając Amadorę. Piłkarz dokończył sezon w Rumunii i także barwach CFR Cluj rozpoczął nowy sezon 2007/2008. To właśnie w tym sezonie wraz z rumuńską drużyną gracz zaczął odnosić swoje pierwsze sukcesy. Wraz z drużyną zdobył Puchar Rumunii oraz wywalczył mistrzostwo kraju, dzięki czemu klub zakwalifikował się do Ligi Mistrzów. W pierwszym meczu rumuńska drużyna pokonała sensacyjnie ówczesnego wicemistrza Włoch AS Romę 2:1. W następnych meczach CFR Cluj zdobył tylko jeden punkt i tym samym zakończył swoją grę w Lidze Mistrzów już w fazie grupowej.

## Osiągnięcia
- Puchar Rumunii z CFR Cluj – 2008
- Mistrzostwo Rumunii z CFR Cluj 2008